# ماكارينا غاندولفو
ماكارينا غاندولفو (بالإسبانية: Macarena Gandulfo) مواليد 3 نوفمبر 1993 في بوينس آيرس، هي لاعبة كرة يد أرجنتينية تلعب كظهير أيسر. مثلت منتخب الأرجنتين لكرة اليد للسيدات. شاركت في دورة الألعاب الأولمبية الصيفية سنة 2016. حققت المركز الثاني في دورة الألعاب الأمريكية 2015.

## سجل المنافسة
شاركت في البطولات التالية:
- الألعاب الأولمبية الصيفية 2016
- بطولة العالم لكرة اليد للسيدات 2015

## الميداليات
| الميدالية | المسابقة                    |
| --------- | --------------------------- |
| فضية      | دورة الألعاب الأمريكية 2015 |

## روابط خارجية
- ماكارينا غاندولفو على موقع الاتحاد الأوروبي لكرة اليد (الإنجليزية)
- ماكارينا غاندولفو على موقع أوليمبيديا (الإنجليزية)
- ماكارينا غاندولفو على موقع اللجنة الأولمبية الأرجنتينية (الإسبانية)